# Внешняя политика ЦАР
Внешняя политика Центральноафриканской Республики — это общий курс Центральноафриканской Республики (ЦАР) в международных делах. Внешняя политика регулирует отношения Центральноафриканской Республики с другими государствами. Реализацией этой политики занимается министерство иностранных дел Центральноафриканской Республики.

## История
Отношения ЦАР с бывшей метрополией Францией близки, но иногда бывают натянуты. Франция предоставила значительный объём финансовой иностранной помощи ЦАР и помогали в обеспечении безопасности для этой страны. В 1996 году вооружённые силы Франции были введены на территорию ЦАР, что вызывало возмущение местных жителей так как они восприняли это как протекцию в отношении президента Анж-Феликса Патассе. К апрелю 1998 года Франция вывела большую часть своих войск из ЦАР, но оставив советников. По состоянию на 2010 год 90 процентов урановых месторождений в Бакуме принадлежало частной корпорации UraMin, 100 % акций которой принадлежит французской атомной компании Orano. Примерно 75 % энергии Франция получает из ядерных источников, что вызывает у правительства этой страны и Orano значительный финансовый интерес ко внутренней политике ЦАР.
Китайская Народная Республика (КНР) неуклонно увеличивает своё влияние в ЦАР. В условиях уменьшения французских инвестиций и влияния Франции в ЦАР, КНР позиционирует себя в качестве основного союзника ЦАР в обмен на доступ к обширным залежам урана, золота, железа, алмазов и, возможно, нефти. Китайская помощь и инвестиции в ЦАР не зависят от соблюдения демократических норм и экономической прозрачности, но заинтересованы в содействии разрешения нестабильности на севере ЦАР, чтобы защитить свои инвестиции и персонал.
ЦАР граничит с несколькими из самых нестабильных стран Африки: Суданом, Чадом, ДР Конго и Республикой Конго. ЦАР принимает беженцев из Чада, Судана, Руанды и ДР Конго. Отношения ЦАР со своими соседями, как правило, являются сердечными, но порой бывают напряжёнными из-за нестабильности и притока беженцев из этих стран. Судан обвинял власти ЦАР в том, что позволяет суданским повстанцам использовать свою территорию в качестве транзита для поставок оружия. В 1960 году произошёл пограничный спор с Чадом, но в конце 1994 года страны пришли к соглашению совместно обеспечивать безопасность границ. ЦАР и ДР Конго также сотрудничают по трансграничным вопросам. ЦАР является активным членом ряда региональных организаций, в том числе Центральноафриканского экономического и валютного сообщества (СЕМАК), Экономического сообщества стран Центральной Африки (ЭКОЦАС) и Банка государств Центральной Африки (BEAC). Стандартизация налоговых, таможенных и мер безопасности между центральноафриканскими государствами является главной целью внешней политики ЦАР. Кроме того, страна является участником Сообщества сахельско-сахарских государств (CEN-SAD) и Африканского союза.  В последние годы КНР, Ливия и, в меньшей степени, Турция и Судан проявляют повышенный интерес к сотрудничеству с ЦАР.
30 июля 2016 года президент ЦАР Фостен-Арканж Туадера прибыл в Малабо, столицу Экваториальной Гвинеи, для участия в Чрезвычайном саммите глав государств Центральноафриканского экономического и валютного сообщества. Главной темой встречи стало состояние переговоров по заключению Соглашения об экономическом партнерстве между Европейским союзом и Центральной Африкой.
ЦАР сотрудничает со Всемирным банком, Международным валютным фондом, агентствами ООН, Европейским союзом и Африканским банком развития. Крупную экономическую помощь ЦАР оказывают Германия, Япония, Европейский союз, КНР и Соединённые Штаты Америки.
Четырнадцать стран имеют постоянные дипломатические представительства в Банги, а ЦАР поддерживает примерно такое же количество дипломатических миссий за рубежом. Многие крупные страны представляют свои интересы в ЦАР через посольства в соседних государствах, таких как Чад, Камерун или Демократическая Республика Конго.
С начала 1989 года правительство ЦАР признаёт как Израиль, так и Палестину.
Ранее Правительство ЦАР признало республику Косово, но 27 июля 2019 года признание было отозвано, тем самым ЦАР стало 14-м государством, отозвавшим своё признание.